# El Beïda (Libye)
Pour les articles homonymes, voir Bayda et Beida.
Al Bayda' ou El Beïda (البيضاء) est une ville de Libye, capitale du shabiyat de Al Jabal al Akhdar. Son nom signifie La Blanche.
Quatrième plus grande ville de Libye. Un de ses principaux attraits est la tombe du compagnon du prophète Mahomet, Ruwaifi ibn Thabit al-Ansari. El Beïda est aussi connue à cause de sa proximité avec Shahhat où se trouvent des ruines de l'antique colonie grecque de Cyrène. La ville a une population de 250 000 habitants,,.

## Géographie

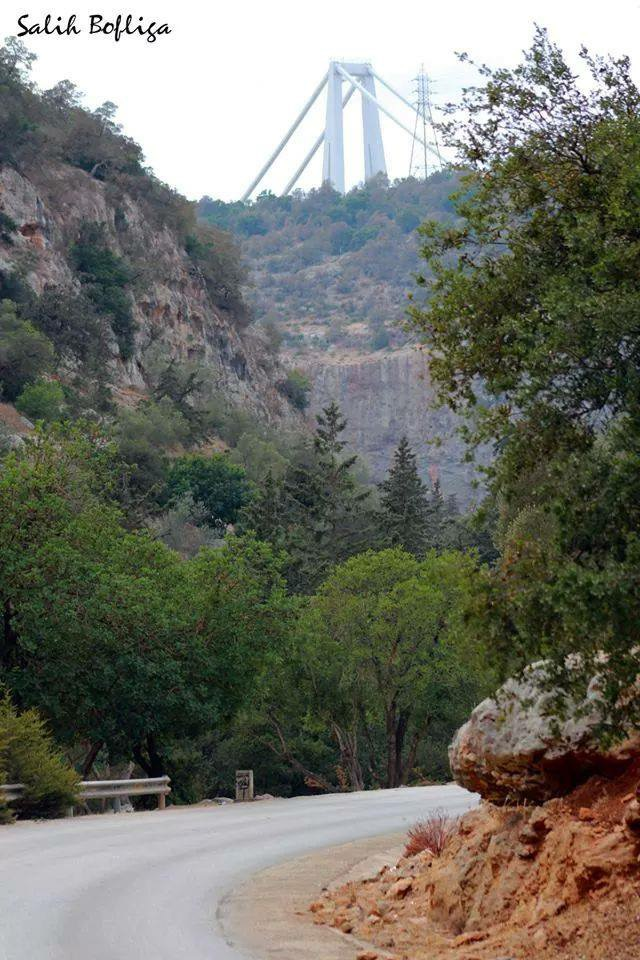
Le wadi Elkouf.

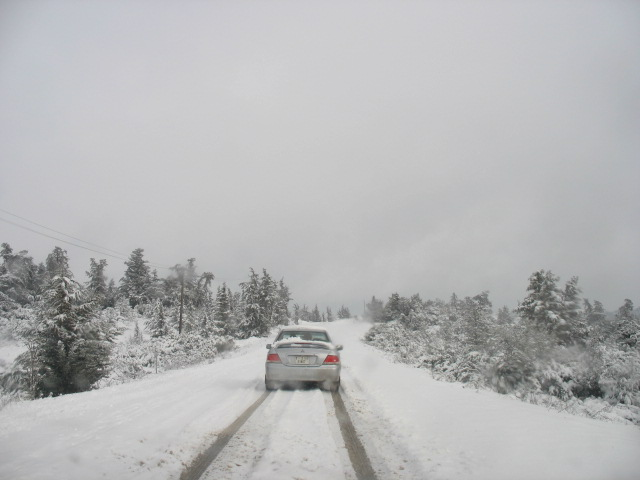
Route sous la neige dans les environs de la ville.

Son climat est de type méditerranéen. Située dans la montagne verte (Djebel al Akhdar), elle est entourée de forêts. Cette région de la Libye est la plus arrosée, elle reçoit entre 400 et 600 mm de précipitations par an. Les chutes de neige ne sont pas rares durant l'hiver.

## Histoire
Cette zone était habitée au temps des colonies grecques.
Au début du XIXe siècle, s'y implante la confrérie Sanūsiyya.

### Époque  coloniale italienne
En 1933, sous occupation italienne, est construit le village de Beda Littoria. Le gouvernement fasciste y installe des colons, avec un pic entre 1937 et 1938. On y développe la culture du blé et des légumineuses (petit-pois, fève, lentille, pois-chiche, lupin, gesse), d'arbres fruitiers (amandiers), de la vigne et de l'olivier.

### Seconde guerre mondiale
Pendant la Seconde Guerre mondiale, Beda Littoria est le siège du commandement allemand de l'Afrikakorps d'Erwin Rommel.

### Époque de la Libye indépendante
À la fin des années 1950, El Beïda fait l'objet d'aménagements en vue du transfert de la capitale libyenne. Différents édifices gouvernementaux sont construits : le parlement, des ministères, un campus. Le transfert est cependant abandonné.

### Première guerre civile libyenne de 2011
En février 2011, après la répression violente de manifestations, la ville passe rapidement sous le contrôle de l'insurrection qui vise le renversement du régime du Colonel Kadhafi. Ce dernier explique les troubles par la présence de cellules d'Al-Qaïda. Contrairement à d'autres villes de Cyrénaïque, il ne semble pas qu'il y ait eu d'opérations militaires.